# Messali Hadž
Messali Hadž (1898. – 1974.), alžirski političar. 
Među Alžircima Francuske osnovao 1925. godine prvu građansku nacionalnu stranku, Sjevernoafričku zvijezdu (Étoile Nord Africaine), od 1937. Stranku alžirskog naroda (Parti du Peuple Algérien). Kao prvak stranke od 1934., često zatvaran, za II. svjetskog rata u kućnom pritvoru. Izgubivši većinu pristaša, morao se povući. Umro je u emigraciji u Francuskoj. (ELZ)